# Dieter Steger
Dieter Steger (Brunico, 24 giugno 1964) è un politico italiano, parlamentare dal 2018.

## Biografia
Frequenta il liceo classico nella città di Brunico dove consegue la maturità nel 1984. Poi si laurea in legge. 
Fin da giovane milita nella Südtiroler Volkspartei, passa poi alla direzione del dipartimento economico della Provincia di Bolzano.
Da lì la sua conoscenza delle caratteristiche della microimprenditorialità e le branche collaterali come la formazione sul lavoro e la incentivazione.
Dal 2003 al 2008 è direttore dell'Unione commercio turismo e servizi dell'Alto Adige, dal 2008 al 2011 consigliere provinciale; dal 2011 nuovamente direttore dell'Unione commercio turismo e servizi.
È sposato e ha tre figli.

### Elezione a parlamentare
Nel 2018 è stato eletto senatore in Trentino-Alto Adige in quota proporzionale nella lista congiunta SVP-PATT iscrivendosi poi al gruppo Per le Autonomie.
Nel 2022 viene eletto, sempre nel collegio plurinominale del Trentino-Alto Adige nel listino SVP-PATT, ma questa volta alla Camera dei deputati. Inizialmente non si iscrive ad alcun gruppo ma il 26 ottobre 2022 si unisce alla componente delle minoranze linguistiche del gruppo misto nella XIX legislatura.
Il 4 maggio 2024, nel corso del congresso della SVP a Merano, Steger viene eletto nuovo Obmann (presidente del partito) al posto di Philipp Achammer, che lascia il suo incarico dopo dieci anni.